# Tablero de ajedrez de Adelson
El  tablero de ajedrez de Adelson  hace referencia a una ilusión óptica publicada por Edward H. Adelson, profesor de Ciencias de la Visión en el Instituto de Tecnología de Massachusetts en 1995. La imagen representa un tablero de ajedrez con casillas claras y oscuras. La ilusión óptica es que el área de la imagen con la etiqueta A parece ser de un color más oscuro que el área de la imagen marcada B. Sin embargo, en realidad son exactamente del mismo color.
Esto puede ser demostrado mediante los métodos siguientes:
- Abriendo la imagen en un programa de edición de imágenes, tales como GIMP o Microsoft Paint y usar la herramienta cuentagotas para comprobar que los colores son los mismos
- Aislando las celdas. Sin el contexto que lo rodea, el efecto de la ilusión se disipa. Esto se puede hacer mediante el uso de la herramienta de selección en algunos programas de edición de imágenes
- Haciendo uso de un fotómetro

|  |  |